# Toyota GT86
El Toyota GT86, también conocido como Subaru BRZ y Scion FR-S, son automóviles deportivos desarrollados por los fabricantes japoneses Toyota y Subaru y también desarrollado por el fabricante estadounidense Scion en el mercado desde el año 2011. Tienen motor delantero bóxer y tracción trasera. Son coupés de dos puertas y 2+2 plazas. Algunos de los rivales del GT-86, BRZ y FR-S son el Alpine A110, Audi TT, BMW Z4, Mercedes-Benz Clase SLK, Mazda MX-5 y el Nissan Z. A pesar de presentar diferencias de motor, peso, prestaciones y tamaño con todos ellos.
El vehículo es fabricado y ensamblado en la fábrica de Subaru en Gunma, Japón y de ahí es exportado a EE. UU., Europa y a otros mercados.

## Denominación

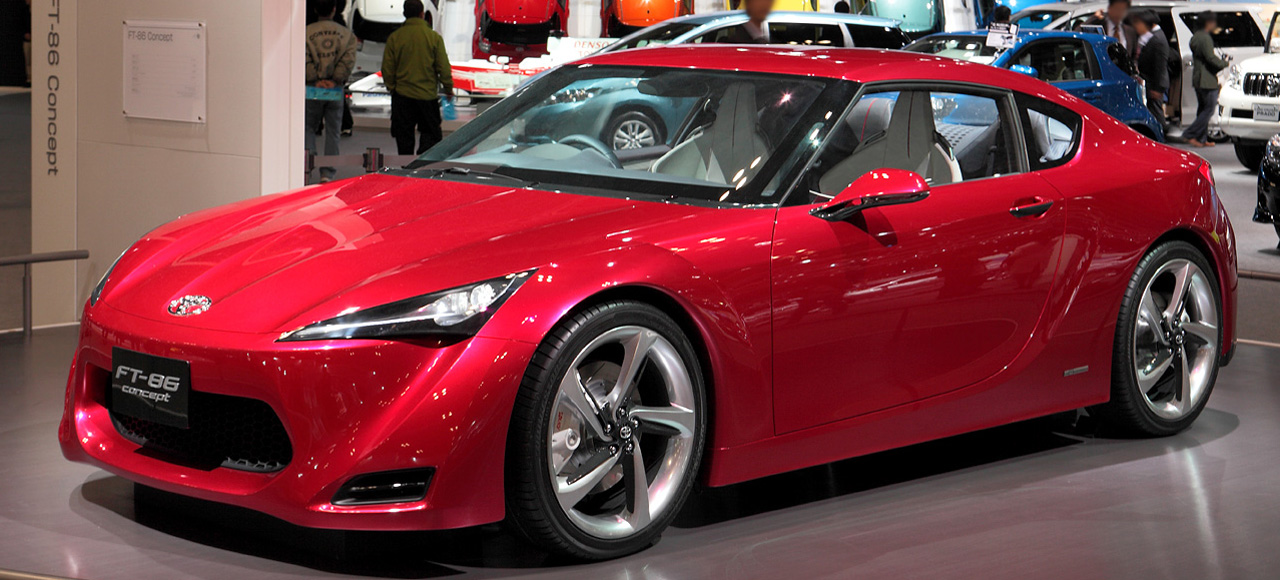
Toyota FT-86 Concept de 2009.

Su denominación varía según la región: Toyota 86 en Japón, Sudáfrica, Australia y Sudamérica, Toyota GT86 en Europa, y Scion FR-S en América del Norte. El número 86 proviene del Toyota Corolla AE86, un automóvil de la década de 1980 de características similares. Por su parte, las siglas BRZ se refieren al motor bóxer, la tracción trasera (rear-wheel drive en inglés) y la Z como última letra del alfabeto, y FR-S se refieren al motor delantero (front engine), la tracción trasera (rear-wheel drive) y su condición de automóvil deportivo (sports car).

## Primera generación (2011-2020)
Toyota realizó numerosos prototipos como parte del proceso de desarrollo del GT86. El primero de ellos fue el FT-86, presentado en el Salón del Automóvil de Tokio de 2009. En la edición 2010 se mostró el Toyota FT-86 G Sports Concept, una versión de altas prestaciones del FT-86. En el Salón del Automóvil de Ginebra de 2011 se presentó el Toyota FT-86 II, una evolución del prototipo original. Scion develó su modelo en el Salón del Automóvil de Nueva York de 2011, y Subaru lo hizo en el Salón del Automóvil de Los Ángeles de 2011.
Las versiones de producción del GT86, BRZ y FR-S se presentaron al público en el Salón del Automóvil de Tokio de 2011. El Toyota y el Scion son virtualmente idénticos, en tanto que el Subaru presenta un frontal distinto.
Su motor, tiene la denominación 4U-GSE para Toyota y FA-20 para Subaru, el cual es un cuatro cilindros bóxer atmosférico de 2,0 litros de cilindrada, que cuenta con inyección mixta directa/indirecta. Tiene una potencia máxima de 200 HP (149 kilovatios) ó 203 HP (151 kilovatios) según el mercado, y 205 Nm (151 lb-ft) de par motor. Los cilindros tienen 86 mm (3,39 pulgadas) de carrera y diámetro, nuevamente haciendo referencia a la denominación 86. Se ofrece con caja de cambios manual o automática de seis marchas.
Según el equipamiento, el GT86 pesa entre 1150 kg (2535 libras) y 1250 kg (2756 libras), repartidos en una relación delantera-trasera de 53-47%. Los datos de prestaciones son una aceleración de 0 a 100 km/h (62 millas por hora) de 7.1 segundos para la opción manual y 7.8 para la automática, el cuarto de milla en 14,8 segundos, y una velocidad máxima de 225 km/h (140 millas por hora).

## Segunda generación (2020-presente)
En 2020, se lanzó una actualización del coche denominada Toyota GR86. Las dimensiones son similares a las del GT86, pero esta vez la cilindrada es más alta pasando de una de 2 litros a 2.4, así mismo la potencia aumenta en 34 CV quedándose en 234 CV totales.

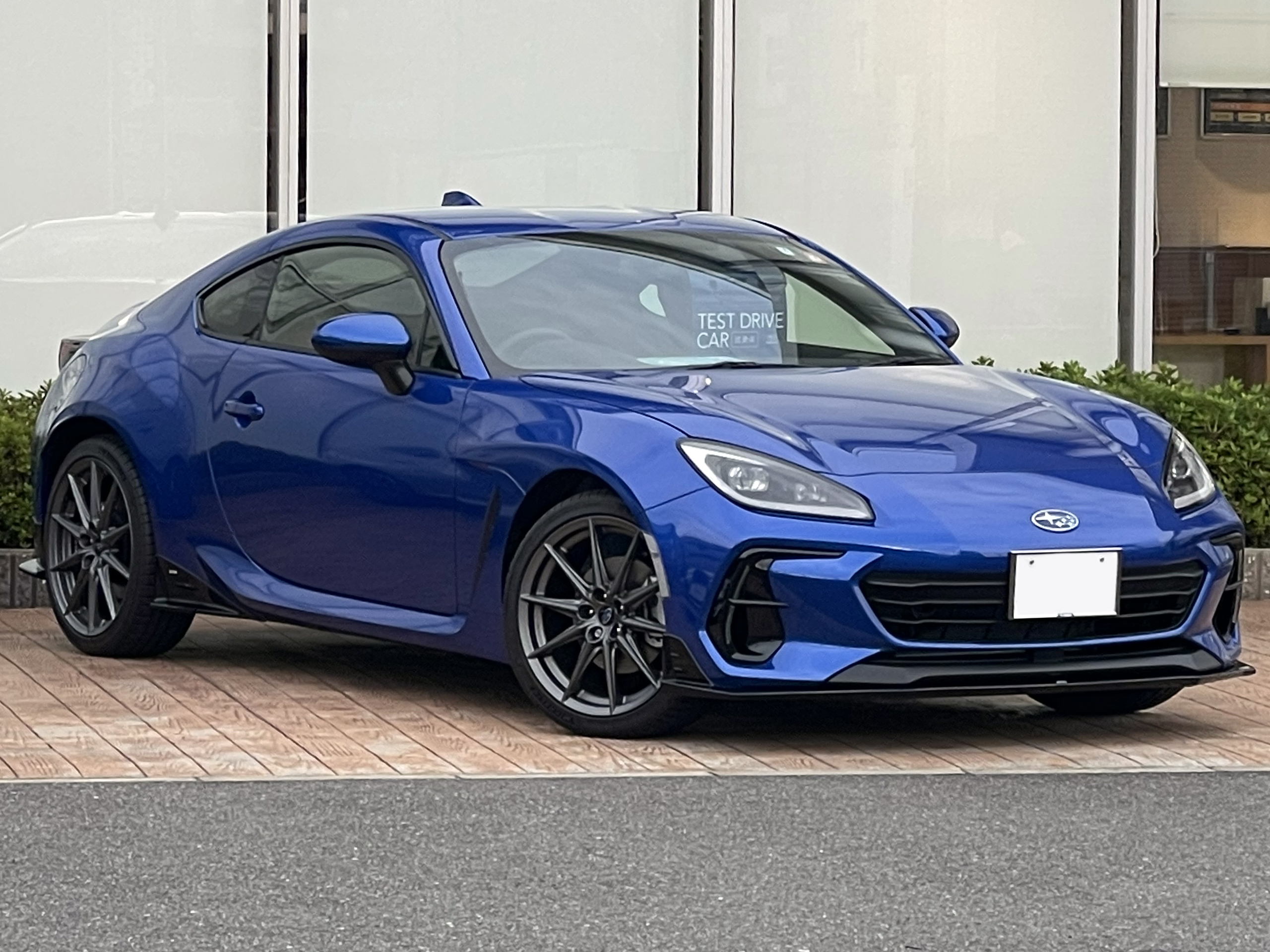
Vista del Subaru BRZ de segunda generación.

## En automovilismo

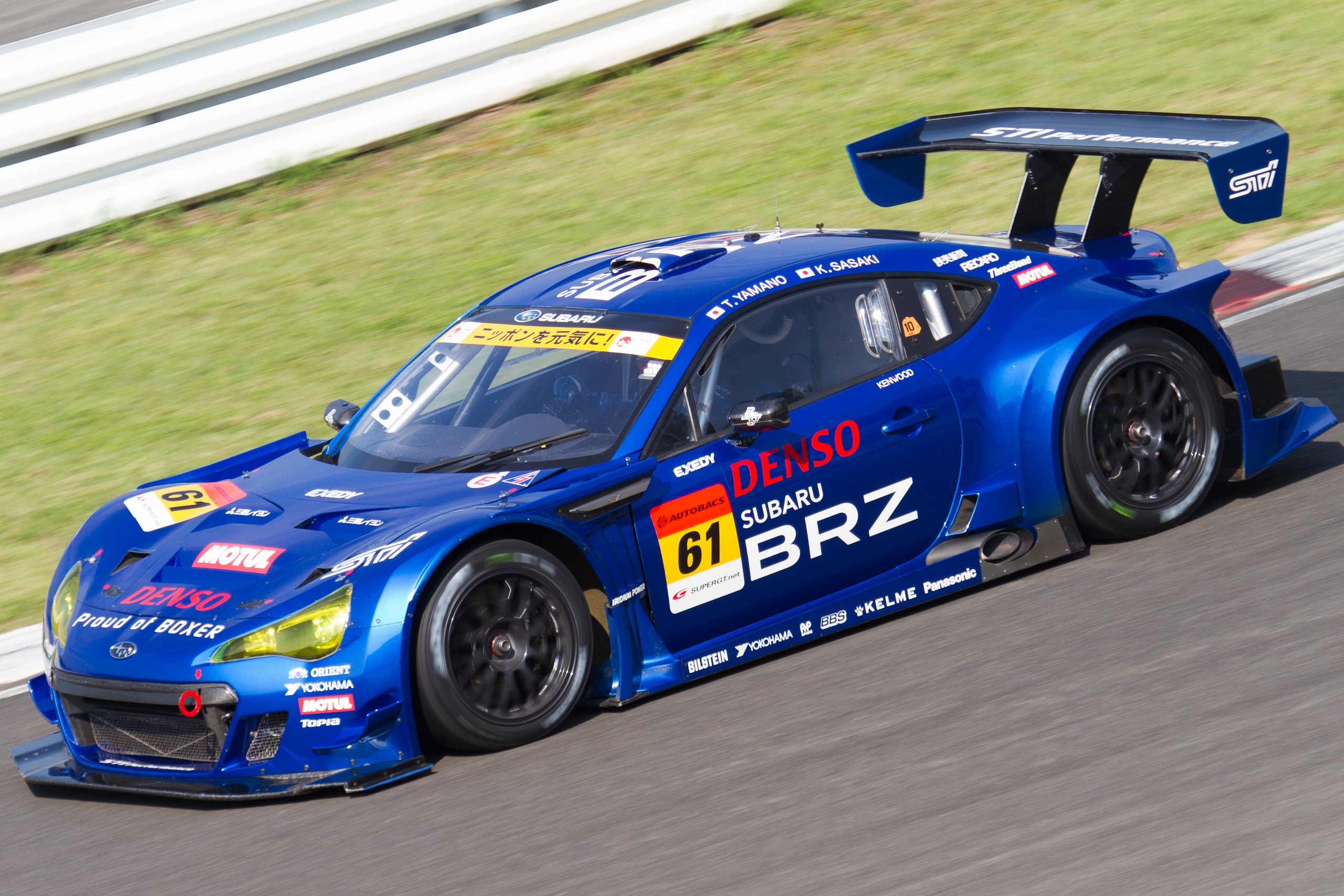
Subaru BRZ en el Super GT Japonés 2012

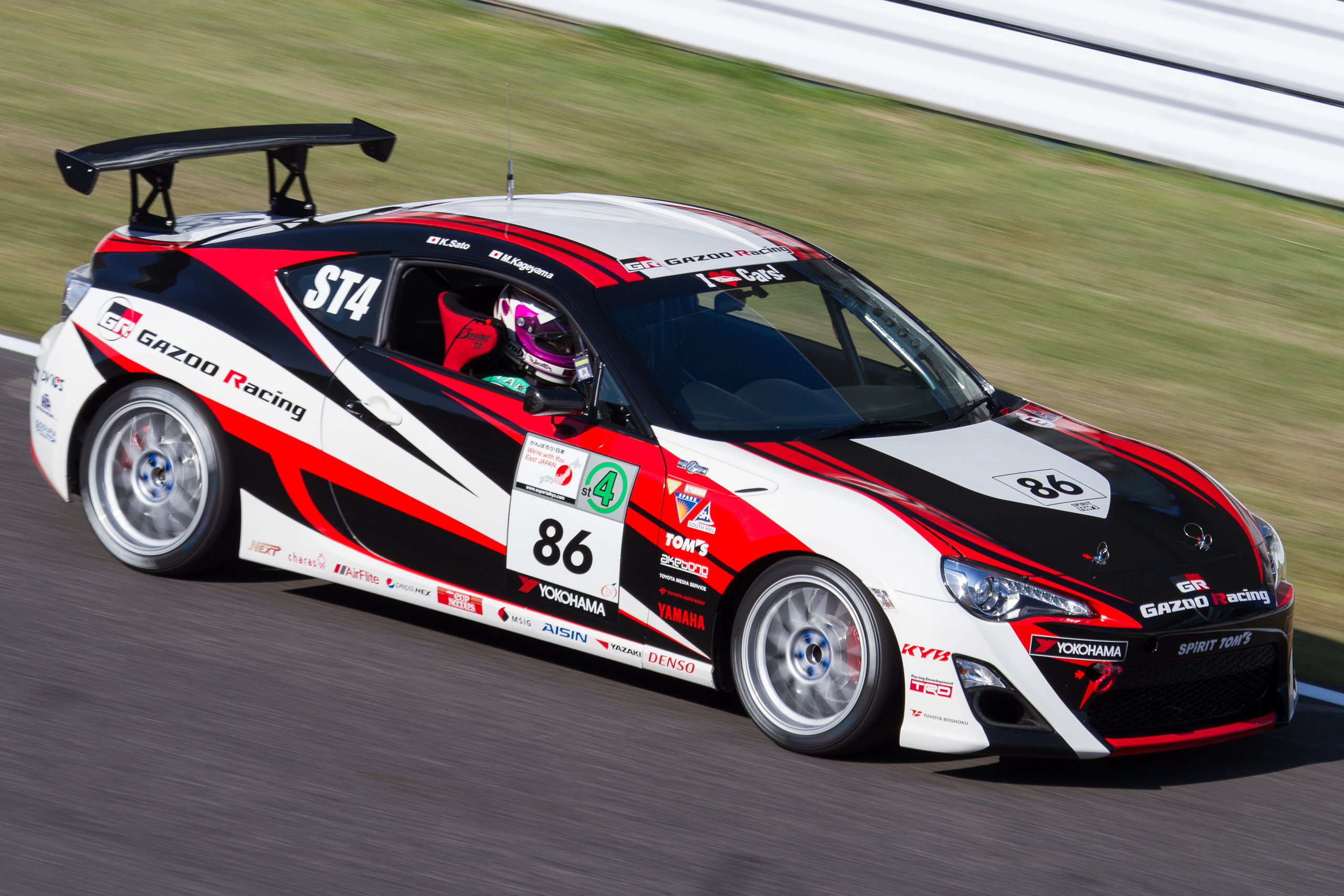
Toyota 86 en el Super Taikyu 2012

El equipo Gazoo obtuvo la victoria en la clase SP3 en las 24 Horas de Nürburgring de 2012 con un Toyota GT86, en tanto que Toyota Suiza venció en la clase V3.
Kenshiro Gushi resultó octavo en la Fórmula Drift 2012 con un Scion FR-S.
R&D compite en el Super GT Japonés 2012, donde logró un cuarto puesto en la fecha de Autopolis.